# Mario Pesquera
Luis Mario Pesquera Martínez, né le 13 avril 1952 à León, en Espagne, est un entraîneur espagnol de basket-ball. 